# Phreatodrobia punctata
Phreatodrobia punctata är en snäckart som beskrevs av Robert Hershler och Longley 1986. Phreatodrobia punctata ingår i släktet Phreatodrobia och familjen tusensnäckor. Inga underarter finns listade i Catalogue of Life.